# Whitechapel (album)
Whitechapel è il quarto album in studio del gruppo musicale statunitense Whitechapel, pubblicato il 19 giugno 2012.

## Tracce
1. Make It Bleed – 4:12
2. Hate Creation – 3:29
3. (Cult)uralist – 3:42
4. I, Dementia – 4:43
5. Section 8 – 4:26
6. Faces – 3:12
7. Dead Silence – 4:38
8. The Night Remains – 2:58
9. Devoid – 2:50
10. Possibilities of an Impossible Existence – 4:00

## Formazione
- Phil Bozeman - voce
- Ben Savage - chitarra
- Alex Wade - chitarra
- Zach Householder - chitarra
- Gabe Crisp - basso
- Ben Harclerode - batteria